# Дзандонелла, Лука
Лу́ка Дзандоне́лла (итал. Luca Zandonella; 30 июля 1987, Сан-Кандидо, Больцано) — итальянский хоккеист, выступает за клуб «Фасса». Чемпион Италии сезона 2006—2007 годов.

## Биография
Дзандонелла — выходец из интернациональной семьи, его мать родом с Маврикия, а отец — итальянец. Свою профессиональную карьеру Лука начинал в клубе Серии А «Кортина», с которым дважды играл в финальной серии чемпионата: в сезоне 2004—2005 они уступили «Милану», а в сезоне 2006—2007 выиграли у них. Эпизодически выступал за фарм-клубы своей команды из низших лиг: «Олл Старз Пьемонт» и «Вальпелличе», а с сезона 2008—2009 годов окончательно перешёл в состав последних и выиграл с ними турнир Серии A2. В 2004—2007 годах выступал на юниорских и молодёжных чемпионатах мира в составе сборной Италии, в 2006 году вызывался в главную сборную страны.

## Расистский скандал
26 декабря 2005 года во время матча между «Кортиной» и «Аллеге» игрок последних Даниэле Веджьятто неоднократно сказал в адрес мулата Дзандонеллы фразу «Эй ты, негр, умой лицо», после чего его пожизненно отстранили от выступлений за сборную.

## Достижения

### Командные
Как игрока национальных сборных Италии:
- Чемпионат мира (юноши до 20 лет, первый дивизион):
  - Участник: 2004, 2005, 2006, 2007
- Чемпионат мира (юноши до 18 лет, первый дивизион):
  - Участник: 2004, 2005

«Кортина»:
- Суперкубок Италии:
  - Финалист: 2007
- Чемпионат Италии:
  - Победитель: 2007
  - Финалист: 2005
- Кубок Италии:
  - Финалист: 2006
  - Обладатель: 2011

«Вальпелличе»:
- Серия A2:
  - Победитель: 2009